# Brachypelma albiceps
Espèce
Synonymes
- Brachypelmides ruhnaui Schmidt, 1997

Statut CITES
Brachypelma albiceps est une espèce d'araignées mygalomorphes de la famille des Theraphosidae.

## Distribution

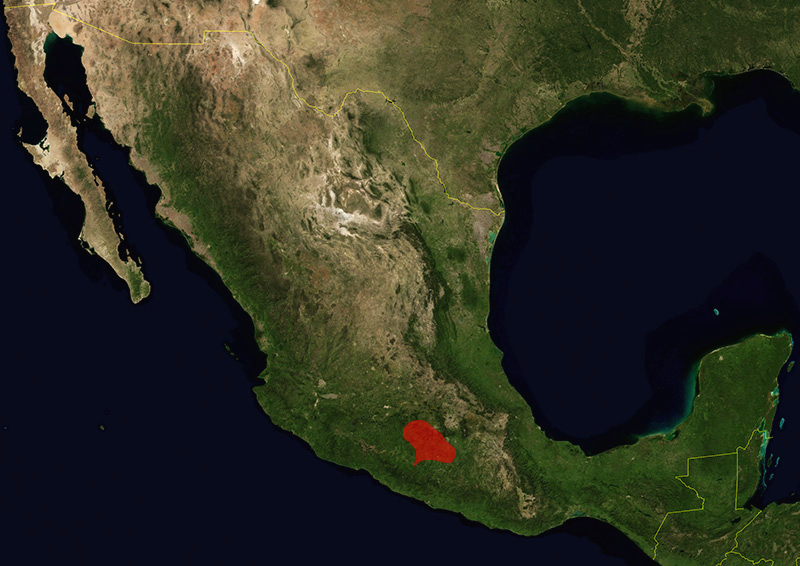
Distribution.

Cette espèce est endémique du Mexique. Elle se rencontre au Guerrero, au Morelos et dans l'État de Mexico.

## Habitat
Cette mygale vie principalement dans les prairies sous des roches et dans des terriers abandonnés par des rongeurs.

## Description

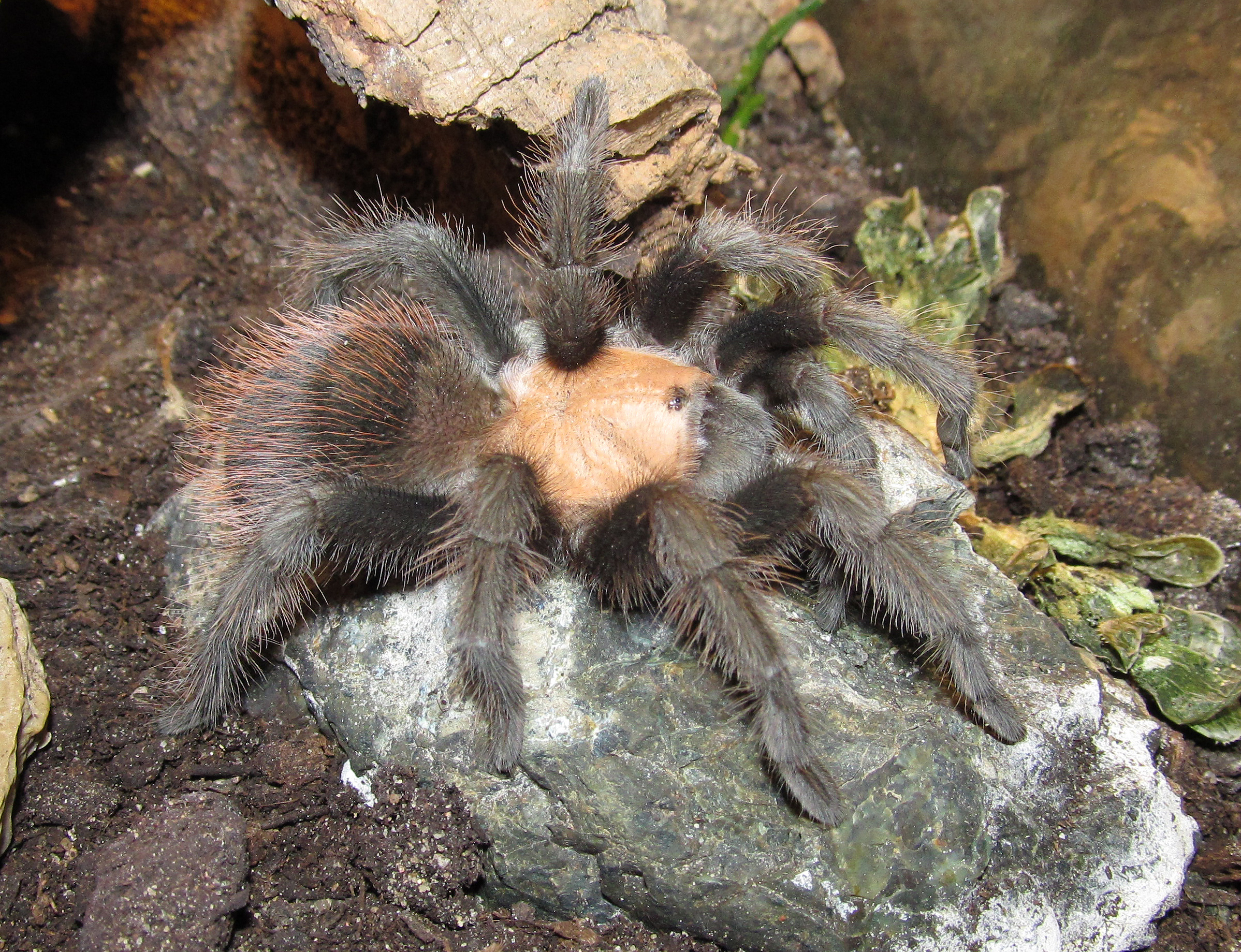
Brachypelma albiceps

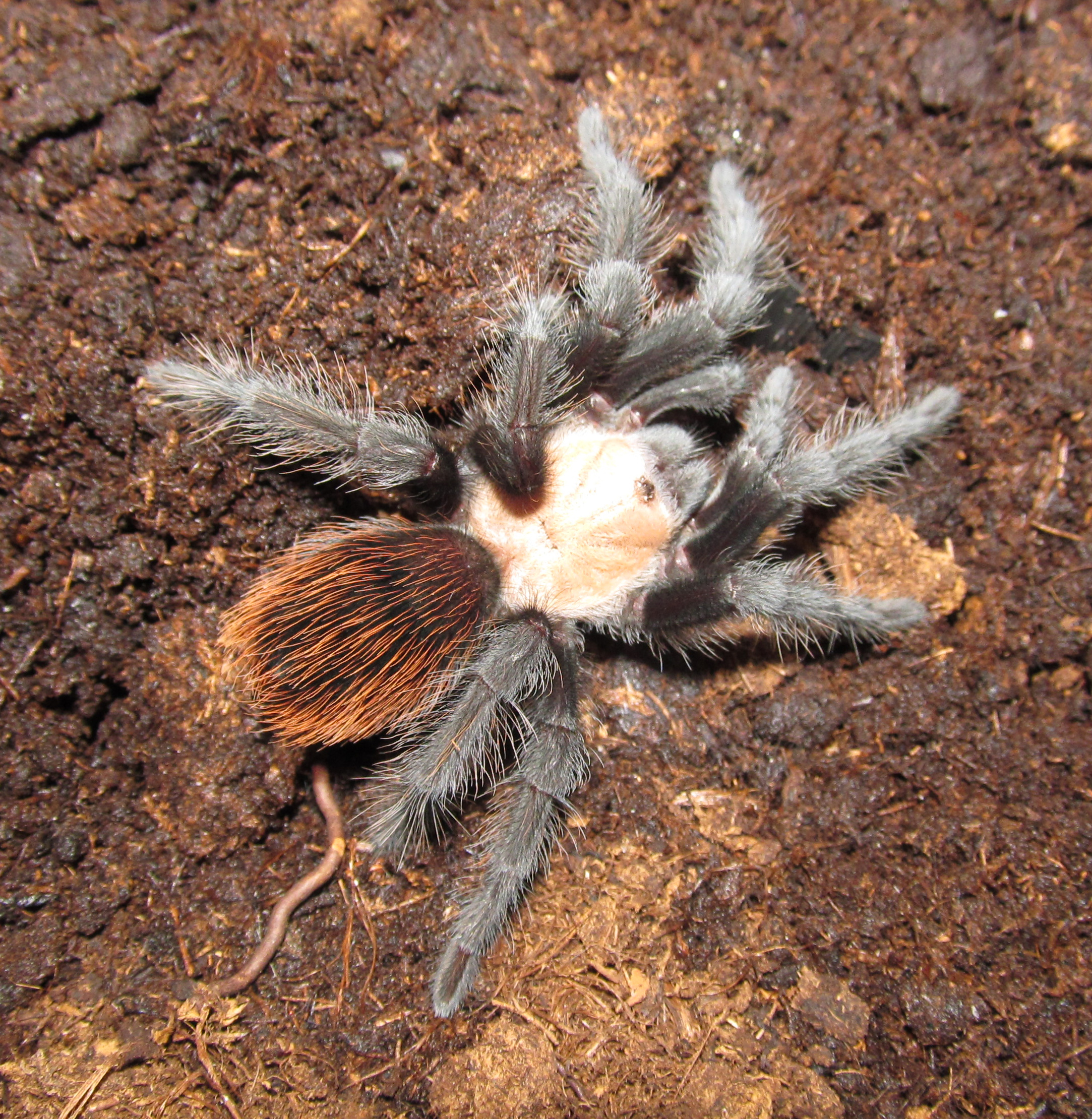
Brachypelma albiceps

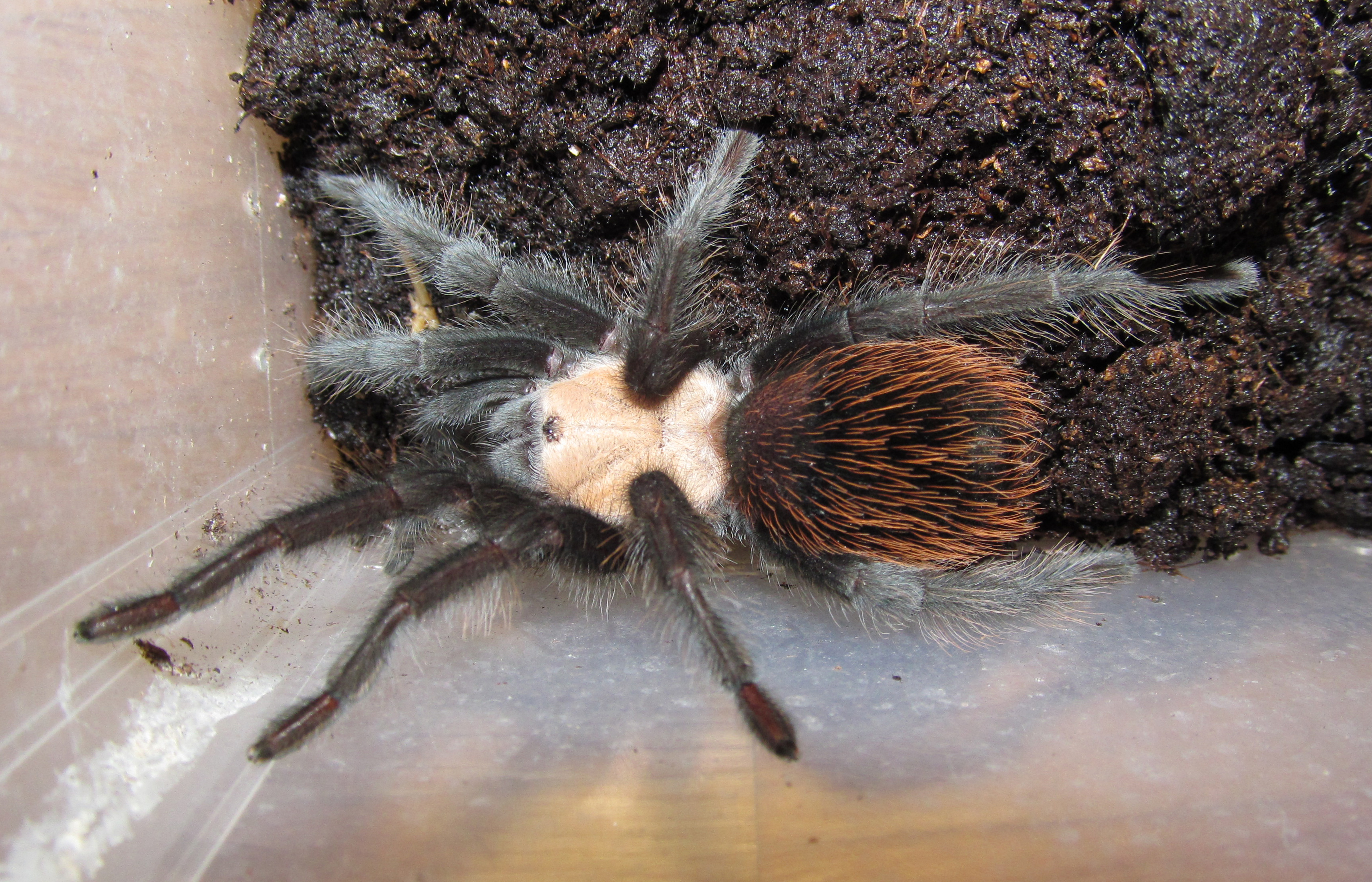
Femelle juvélile

Son céphalothorax de couleur or la distingue des autres espèces du genre Brachypelma. Les poils urticants de son abdomen sont de couleur rouge.
Elle peut mesurer jusqu'à 13 cm pour la femelle.

## Venin
Le venin de Brachypelma albiceps n'a pas d'effets important sur l'être humain autre que la douleur.

## Éthologie
Comme toutes les mygales du genre Brachypelma, elle préfère prendre la fuite et bombarder de ses poils urticants si elle est dérangée ; elle ne mord qu'en dernier recours.

## En captivité
Cette espèce se rencontre en terrariophilie.
Elle est communément appelée en anglais Mexican Golden Red Bump.

## Notes et références

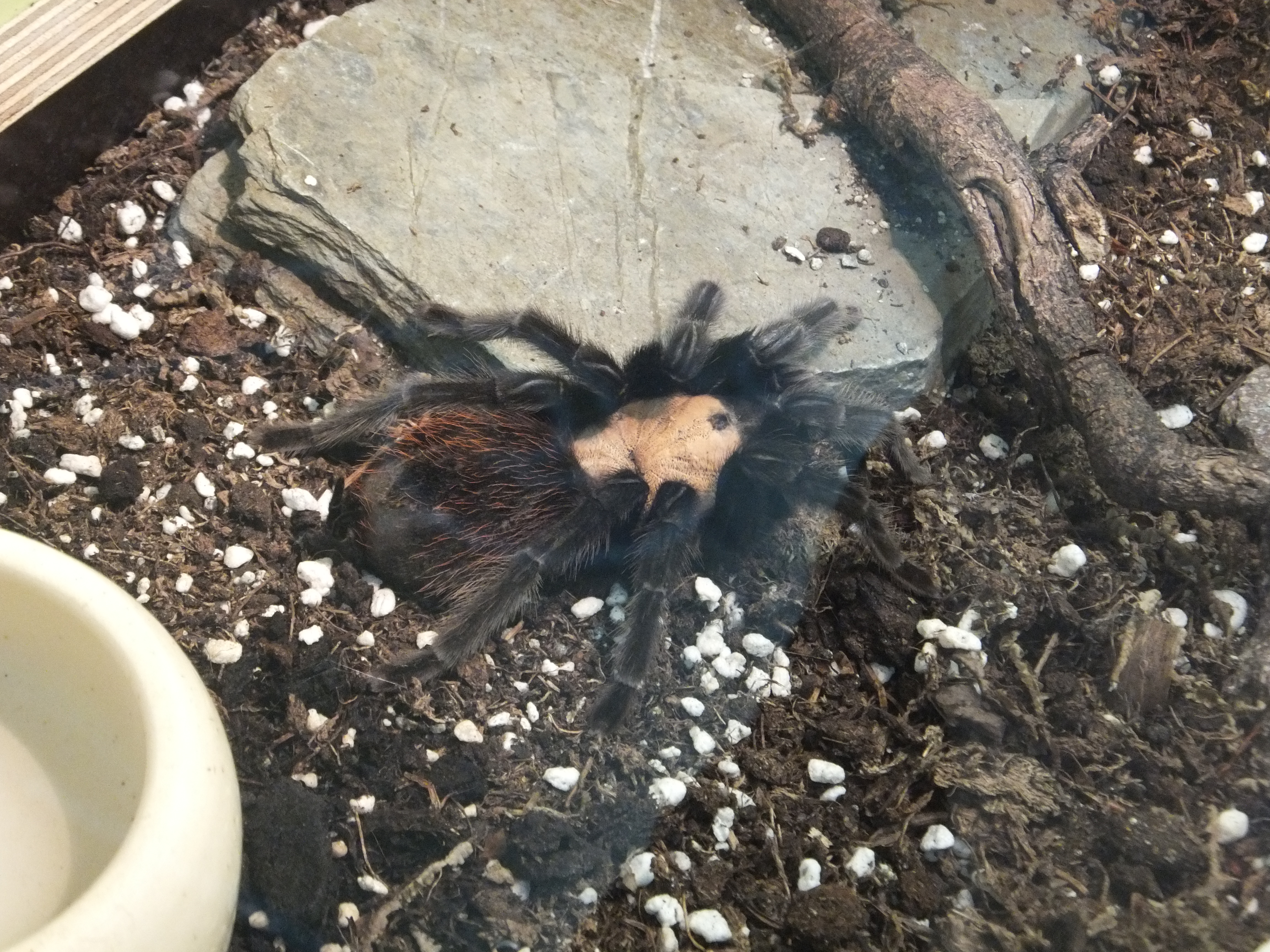
B. albiceps dans un terrariumB. albiceps dans un terrarium

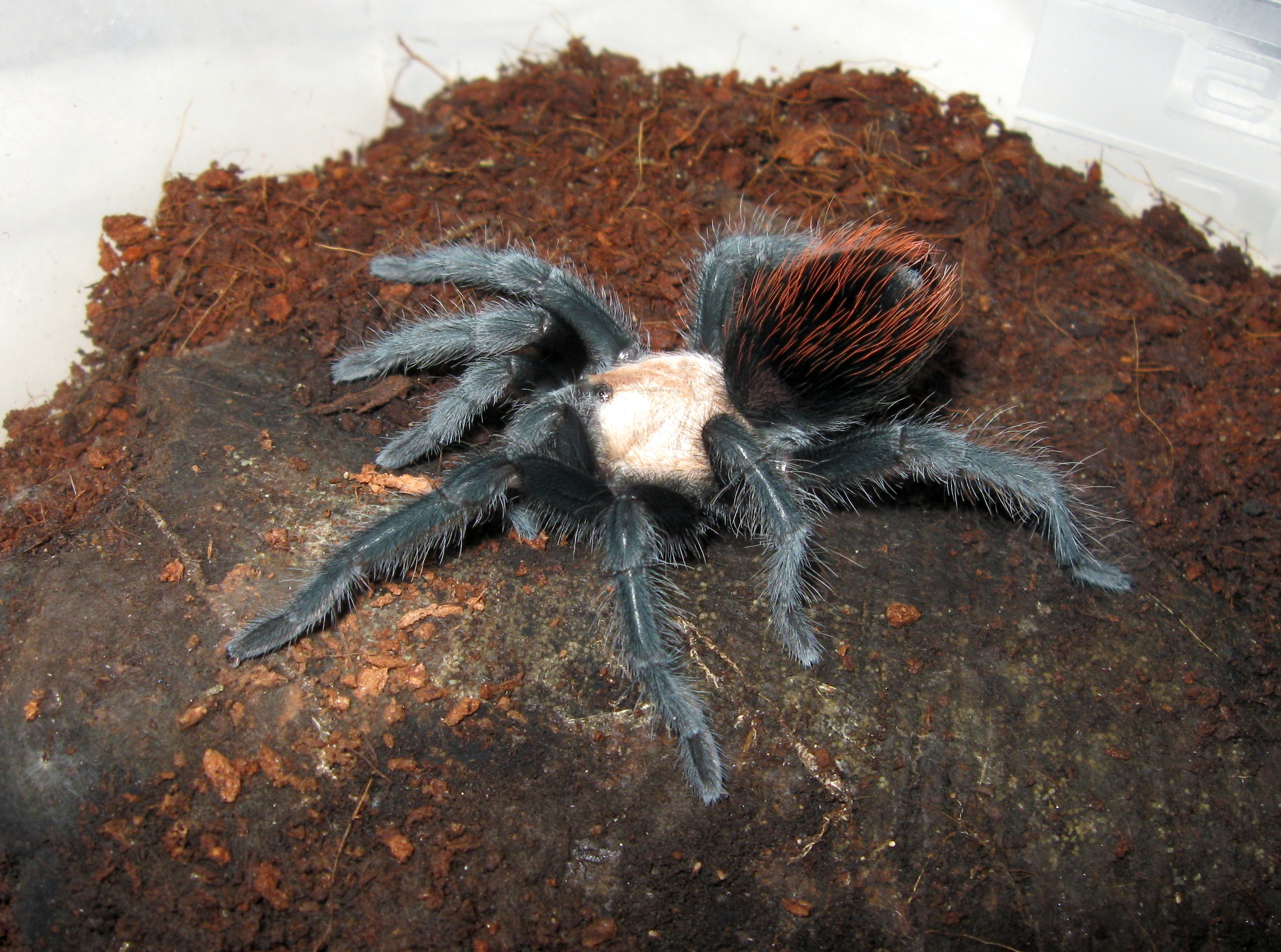

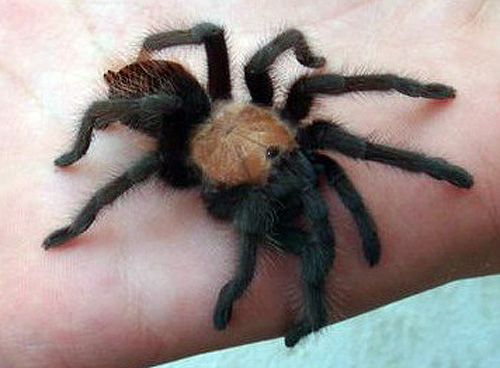
Comparaison de sa taille à une main

## Publication originale
- Pocock, 1903 : On some genera and species of South American Aviculariidae. Annals and Magazine of Natural History, sér. 7, vol. 11, p. 81-115 (texte intégral).